# Maja Burazer
Maja Burazer (* 20. März 1988 in Split) ist eine kroatische Volleyballspielerin.

## Karriere
Burazer begann ihre Karriere bei ŽOK Split 1700. Zwischenzeitlich spielte sie auch bei OK Kaštela, bevor sie nach Split zurückkehrte. 2005 gewann die Diagonalangreiferin den kroatischen Pokal. Von 2009 bis 2011 erreichte sie mit Split dreimal in Folge das Pokalfinale, ohne den Titel zu gewinnen. 2010 belegte sie mit dem Verein in der Liga ebenfalls den zweiten Platz. In der Saison 2010/11 spielte sie in der Champions League. Dort gelang Split allerdings in der Vorrunde kein Sieg. Anschließend wechselte Burazer in die Türkei zu Yesilyurt Istanbul, musste dort aber wegen einer Verletzung zeitweise aussetzen. Im August 2012 wurde sie vom deutschen Bundesligisten Köpenicker SC verpflichtet. Der KSC kam als Tabellenneunter in die Pre-Play-offs und schied dort gegen den SC Potsdam aus. Im Sommer 2013 wechselte Burazer, die auch kroatische Nationalspielerin ist, zum französischen Erstligisten Hainaut Volley in Valenciennes. 2014 kehrte sie in die Bundesliga zurück und spielt seitdem für die Ladies in Black Aachen. Ein Jahr später beendete sie ihr Engagement in Aachen und ist der zeit noch ohne Verein.